# 馬里華人
華人，在馬里大約只佔人口3000人，多數生活在首都巴馬科。但他們經濟表現突出，他們主要經營零售，醫療和建造業，同時也經營私家診所。

## 歷史
華人最早是在20世紀90年代來到馬里。
在2005年他們的店鋪遭暴徒搶掠但不是反華因鄰近商家也受到攻擊。

## 社區整合
馬里人對中國人在當地生活的支持度是很高的，然而出現了從多中國零售商和建築公司競爭引起當地人關注。當地人擔心雖然中國的競爭降低商品的成本，但同時也剝奪了國民商機。